# Rue Charles-Graindorge
La rue Charles-Graindorge est une voie de communication de Bagnolet en Seine-Saint-Denis.

## Situation et accès
Orientée du nord-est au sud-ouest, elle rencontre notamment la rue Hoche.
Elle se termine dans l'axe de la rue Paul-Vaillant-Couturier (anciennement rue de Paris) au carrefour de la rue Raoul-Berton. Sa desserte ferroviaire est assurée par la station de métro Gallieni sur la ligne 3 du métro de Paris.

## Origine du nom

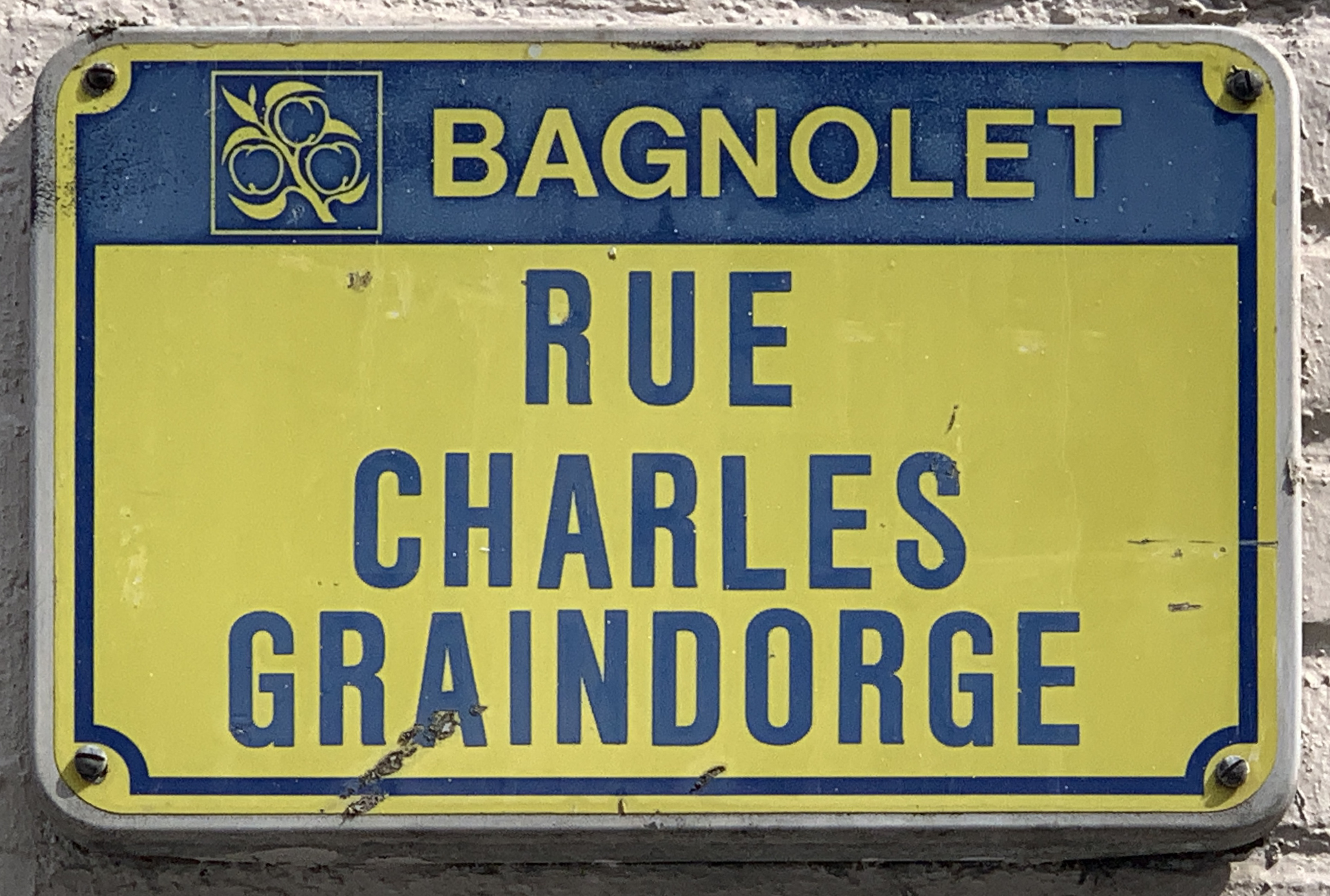
Rue Charles Graindorge, 2021.

Le nom de cette rue provient d'un membre de la famille Graindorge, probablement Charles-Claude (1776-1853), né et décédé dans cette ville. Cette famille de maraîchers et horticulteurs originaires de l'Orne en Normandie, est implantée à Bagnolet depuis 1760 au moins.

## Historique

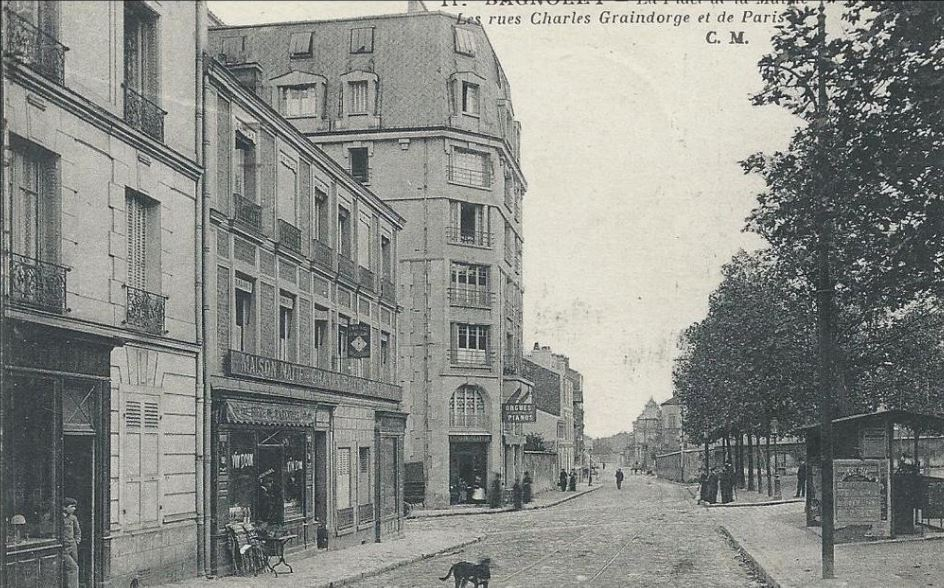
Rue Charles-Graindorge et rue de Paris, dans les années 1900.

## Bâtiments remarquables et lieux de mémoire

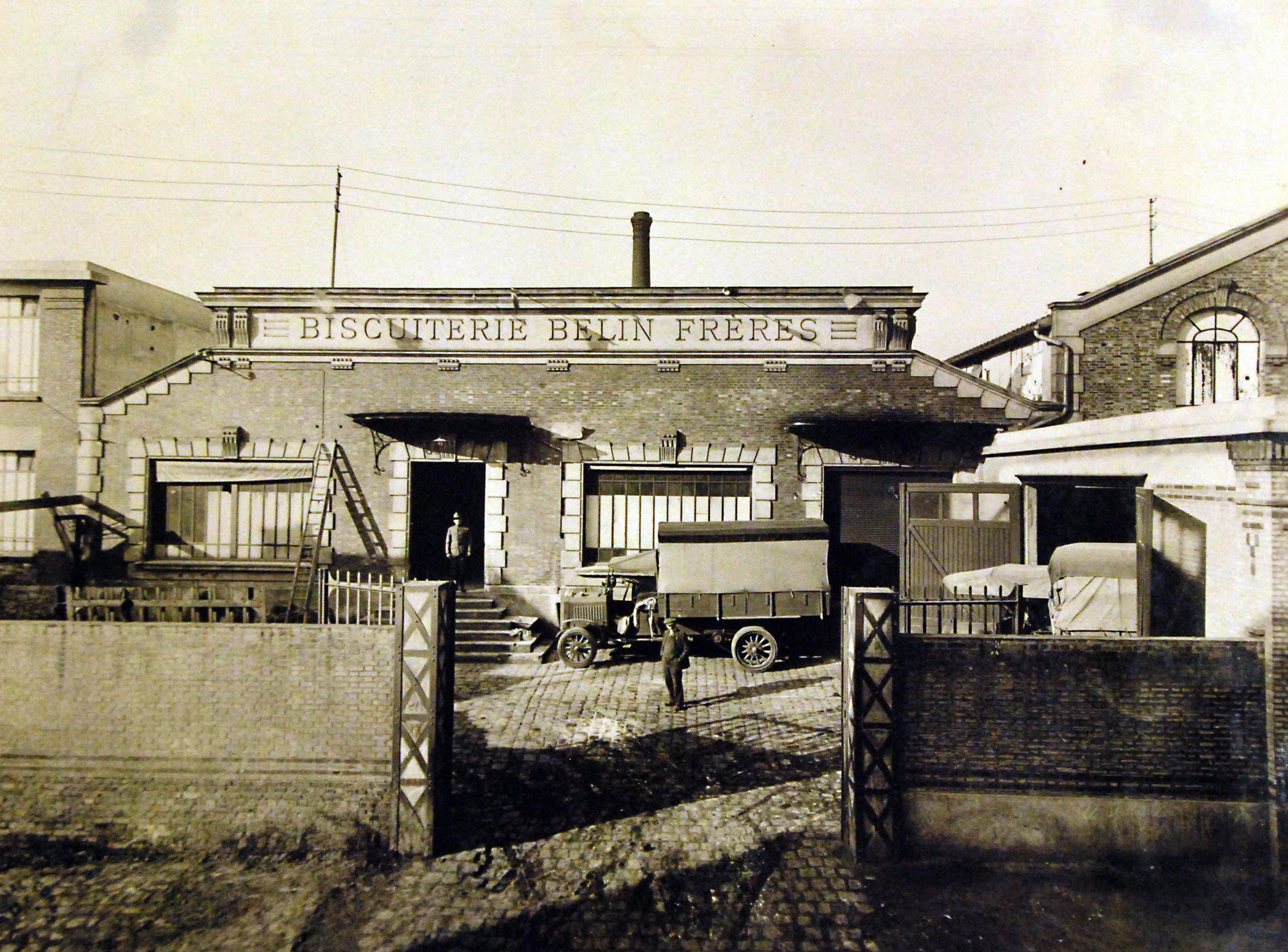
La biscuiterie Belin, 22 novembre 1918, lors d'une inspection du Quartermaster Corps, A.E.F.

- Emplacement de la biscuiterie Belin créée par l'architecte Charles Adda en 1902[4], réhabilitée en 2018[5].
- Au no 24, un immeuble offert en 1857 à la commune par madame Marie-Anne-Colombier, veuve Blaise Maurice[6].
- Au no 28, une maison de culture datant de 1850[7].
- Le mur à pêches créé par Daniel Mongeau[8].
- Plusieurs immeubles datant de la fin du XIXe siècle[9].
- Hôtel de ville de Bagnolet.